# ريتشموند (فيرجينيا)
مدينة ريتشموند عاصمة ولاية فيرجينيا كانت العاصمة للولايات الكونفدرالية الأمريكية ريتشموند / rɪtʃmənd / هي عاصمة ولاية فيرجينيا كومنولث، في الولايات المتحدة. فهي مدينة مستقلة وليست جزءا من أي مقاطعة، على الرغم من أنه بمثابة مقاطعة مقعد من مقاطعة هنريكو، وهي متاخمة للمدينة. ريتشموند هي مركز منطقة ريتشموند متروبوليتان الإحصائية (MSA) ومنطقة ريتشموند الكبرى. كان عدد السكان داخل حدود المدينة 208834 في عام 2012، مع عدد سكان يُقدّر ب 1282509 لمنطقة العاصمة ريتشموند - مما يجعلها ثالث أكبر مدينة في ولاية فرجينيا
جغرافيا، تقع ريتشموند في خط سقوط نهر جيمس، 44 ميلا (71 كم) إلى الغرب من وليامز، 66 ميلا (106 كم) شرق شارلوتسفيل، و 98 ميلا (158 كم) إلى الجنوب من واشنطن، دي سي محاط هنريكو والمقاطعات تشيسترفيلد، ويقع في المدينة في تقاطعات الطريق السريع 95 والطريق السريع 64، ومحاطة الطريق السريع 295 وولاية فيرجينيا الطريق 288.
وكان موقع ريتشموند في قرية هامة من الكونفدرالية بوهاتان، واستقر لفترة وجيزة من قبل المستعمرين الإنجليز من جيمستاون في عام 1609، وفي عام 1610-1611. تأسست المدينة الحاضرة من ريتشموند في 1737. وقد أصبحت عاصمة للمستعمرة ودومينيون فرجينيا في عام 1780. خلال فترة الحرب الثورية، وقعت عدة أحداث بارزة في المدينة، بما في ذلك باتريك هنري «أعطني الحرية أو أعطني الموت» خطاب في 1775 في كنيسة سانت جون، وإقرار نظام فرجينيا للحرية الدينية الذي كتبه توماس جيفرسون. خلال الحرب الأهلية الأمريكية، وخدم ريتشموند عاصمة للولايات الكونفدرالية الأمريكية. دخلت المدينة في القرن 20 مع واحد من أول أنظمة الترام الكهربائية نجاحا في العالم، وكذلك مركزا الوطنية للتجارة الأميركيين الأفارقة والثقافة، حي ارد جاكسون.
إن الدافع والاقتصاد لريتشموند في المقام الأول من قبل القانون، والتمويل، والحكومة، مع دولة اتحادية، والوكالات الحكومية المحلية، وكذلك الشركات القانونية والمصرفية البارزة، وتقع في منطقة وسط المدينة. المدينة هي موطن لكلا من الولايات المتحدة محكمة الاستئناف للدائرة الرابعة، واحدة من 13 محكمة استئناف الولايات المتحدة، والبنك الاحتياطي الفيدرالي في ريتشموند، واحدة من 12 بنوك الاحتياطي الفيدرالي. ويقع مقر قيادة السيادة الموارد وMeadWestvaco، فورتشن 500 شركة، في المدينة، مع الآخرين في منطقة العاصمة. [9] السياحة المهم أيضا، كما العديد من المواقع التاريخية في أو بالقرب من المدينة.